# Реппенштедт
Реппенштедт (нем. Reppenstedt) — община в Германии, в земле Нижняя Саксония.
Входит в состав района Люнебург. Подчиняется управлению Геллерзен. Население составляет 7155 человек (на 31 декабря 2010 года). Занимает площадь 14,78 км².